# 法政大学大学院法務研究科

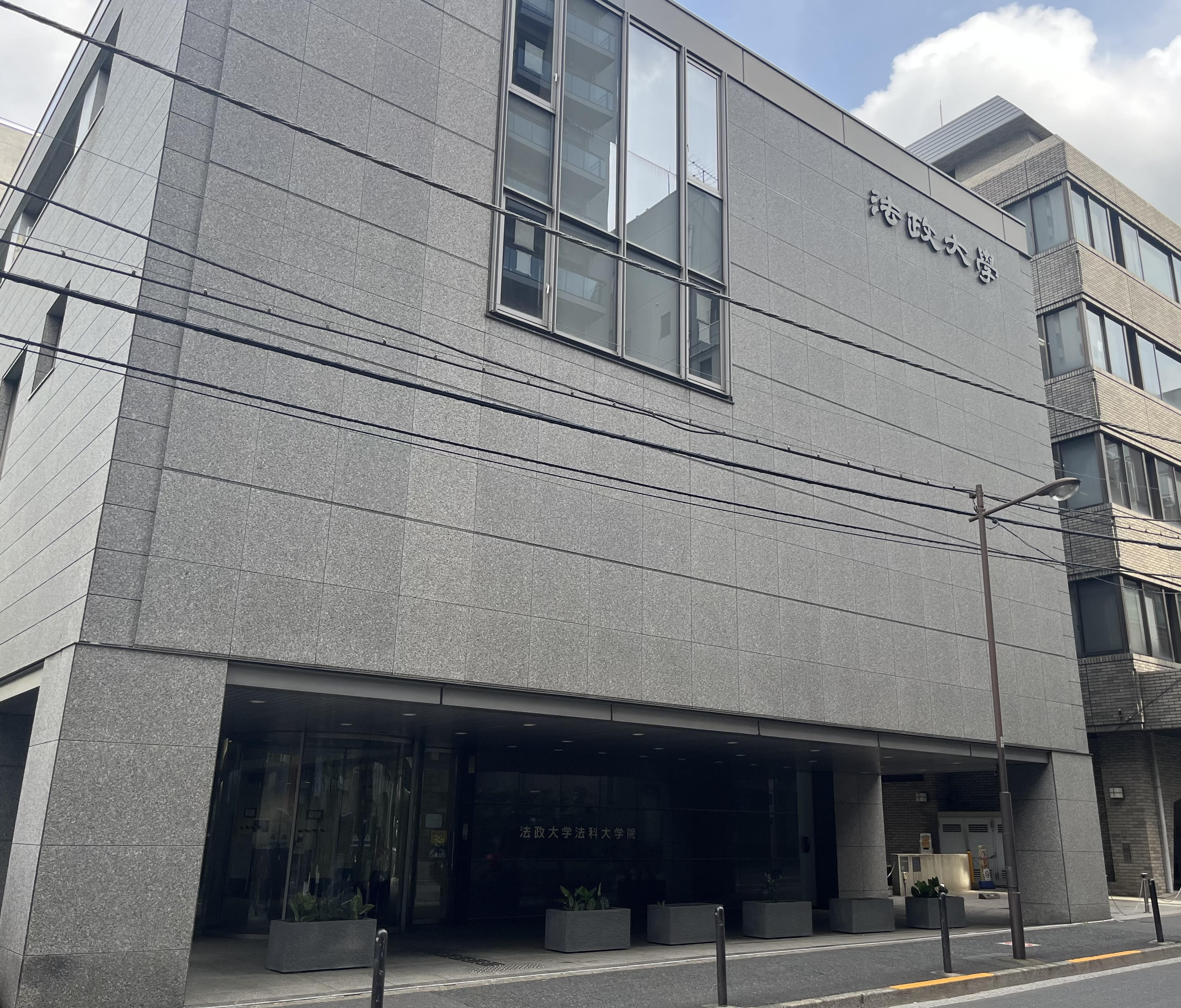
法政大学法科大学院 校舎

法政大学大学院法務研究科（ほうせいだいがくだいがくいんほうむけんきゅうか）は、法政大学が設置する大学院のうち、法曹養成の専門機関たる法務研究科であり、ロースクール（法科大学院）である。通称は、法政大学法科大学院。

## 概要
法政大学大学院法務研究科は、法曹養成のための専門機関として2004年に設立された専門職大学院である。
2年以降に履修する全ての必修科目で、10名程度のクラス別授業を行う少人数教育が実施されており、教員と学生の対話形式（ソクラテスメソッド）を用いた講義が展開される。また、無料法律相談室を併設しており、弁護士資格を持つ実務家教員の指導の下、法律相談への立ち会いや協力事務所でのエクスターンシップを行うことが可能である。

## 沿革
- 1880年（明治13年）- 東京駿河台北甲賀町十九番地に「講法局」と「代言局」からなる東京法学社創立[3]
- 1881年（明治14年）- 東京法学社の「講法局」が独立し、東京法学校となる
- 1886年（明治19年）- 仏学会によって東京仏学校が設立される
- 1889年（明治22年）- 東京法学校と東京仏学校とが合併し、和仏法律学校へ改称
- 1903年（明治36年）- 専門学校令により認可され「和仏法律学校法政大学」へと改称、予科、大学部、専門部、高等研究科を設置
- 1920年（大正9年） - 大学令により大学へと昇格、同時に法学部、経済学部設置
- 1921年（大正10年）- 麹町区富士見町4丁目（現 市ヶ谷キャンパス）に新築した校舎へ移転
- 1922年（大正11年）- 法学部に文学科、哲学科を新設し法文学部へと改組
- 1947年（昭和22年）- 法文学部を法学部、文学部の二学部に改組、通信教育部を設置
- 1949年（昭和24年）- 学校教育法により新制大学へ移行、第一法学部（法律・政治・労働学科）及び第二法学部（法律・労働学科）を設置
- 1951年（昭和26年）- 第一法学部労働学科募集停止、大学院社会科学研究科、大学院人文科学研究科を設置
- 1952年（昭和27年）- 第二法学部労働学科募集停止、第二法学部政治学科開設
- 1957年（昭和32年）- 労働学科廃止
- 1980年（昭和55年）- 80年館竣工
- 1992年（平成4年）- 大学院棟竣工
- 1995年（平成7年）- 日本初の大学院夜間博士後期課程を開設
- 2000年（平成12年）- ボアソナード・タワー竣工[4]
- 2004年（平成16年）- 法政大学法科大学院設置

## 教職員

### 専任教員
- 赤坂正浩 - 元司法試験考査委員（憲法）、元比較憲法学会理事長
- 明田川昌幸 - 元司法試験考査委員（商法）
- 今井猛嘉 - 司法試験考査委員、元法制審議会部会長、元内閣府本府入札等監視委員会委員長
- 交告尚史 - 元東京都環境審議会委員長、元総務省行政不服審査会委員
- 坂本正幸 - 弁護士、元年金記録確認東京地方第三者委員会委員、元原子力損害賠償紛争解決センター仲介委員
- 笹久保徹
- 新堂明子 - 元特別研究員等審査会専門委員及び国際事業委員会書面審査員・書面評価員、元科学研究費委員会専門委員
- 鷹取信哉 - 弁護士、元新司法試験考査委員（民事訴訟法）、元司法研修所教官（民事弁護）
- 遠山純弘 - 元大学基準協会法科大学院認証評価分科会委員、小樽・北しりべし成年後見センター設置委員会委員
- 中島弘 - 元日弁連法務研究財団法科大学院認証評価員、元日本学術振興会科学研究費委員会専門委員
- 野嶋愼一郎 - 弁護士、元司法試験委員（刑法）、元司法研修所刑事弁護教官
- 萩澤達彦 -  元大学設置・学校法人審議会専門委員、元国立大学教育研究評価委員会専門委員
- 日野田浩行
- 廣雄勝彰
- 水野智幸 - 弁護士、元司法研修所刑事裁判教官、元司法試験委員（刑法）、元司法試験委員（刑事訴訟法）

## 著名な出身者
出身者、卒業生及び大学関係者については「法政大学の人物一覧」を参照されたい